# 謝爾卡山
謝爾卡山（英語：Mount Kjerka）是南極洲的山峰，位於麥克羅伯特森地，處於馬斯登山以南20公里，海拔高度865米，挪威製圖師根據該國探險隊拍攝的空中照片繪入地圖，現時由南極條約體系管理。